# Бугаївка (річка)
Бугаївка — річка в Україні, у Обухівському та Фастівському районах Київської області, ліва притока Стугни (басейн Дніпра).

## Опис
Довжина річки 15 км, похил річки — 4,9 м/км. Формується з декількох безіменних струмків та 2 водойм. Площа басейну 83,9 км².

## Розташування
Бугаївка бере початок на північній околиці міста Васильків і тече на південний схід у межах сіл Крушинка, Мала Бугаївка та Велика Бугаївка. Між селами Заріччя та Застугна впадає в річку Стугну, праву притоку Дніпра.

## Притоки
- Крушинка (ліва)